# Resolutie 683 Veiligheidsraad Verenigde Naties
Resolutie 683 van de Veiligheidsraad van de Verenigde Naties was de laatste VN-Veiligheidsraadsresolutie van 1990 en werd aangenomen op 22 december van dat jaar. Dat gebeurde met veertien stemmen voor en één (Cuba) tegen.

## Achtergrond
Na de Eerste Wereldoorlog waren de Duitse koloniën in de Grote Oceaan onder Japans mandaat geplaatst (het Zuid-Pacifisch Mandaatgebied). Na het Japanse verlies in de Tweede Wereldoorlog werden de eilandgebieden weer afgenomen en onder VN-beheer geplaatst, met de Verenigde Staten als bestuurder (het Trustschap van de Pacifische Eilanden). De intentie daarvan was dat bevolking van de betrokken gebieden na verloop van tijd zelf zou kunnen beslissen over de staatsvorm die ze wenste.

## Inhoud
De Veiligheidsraad:
- herinnert aan Hoofdstuk XII van het Handvest van de Verenigde Naties die het trustschapssysteem opzette;
- denkt aan zijn verantwoordelijkheid in verband met strategische gebieden;
- herinnert aan resolutie 21 die het trustschapsakkoord voor de Japanse gemandateerde eilanden goedkeurde;
- merkt op dat de Verenigde Staten als bestuurder werden aangewezen;
- bedenkt dat artikel °6 van het akkoord stelt dat de administrator de ontwikkeling van de inwoners tot zelfbestuur of onafhankelijkheid moet vooruithelpen;
- weet dat hiertoe onderhandelingen begonnen in 1969 die resulteerden in een vrije associatie in het geval van Micronesia en de Marshalleilanden en een gemenebest in het geval van de Noordelijke Marianen;
- is tevreden dat de bevolking van Micronesia, Marshalleilanden, en de Noordelijke Marianen uit vrije wil akkoord ging met hun nieuwe status en daarbij hun status als trustschapsgebied wensen te beëindigen;
- hoopt dat de bevolking van Palau te zijner tijd haar vrije wil kan uitdrukken;
- neemt nota van resolutie 2183 van de Trustschapsraad (1986) en de daaropvolgende rapporten aan de Veiligheidsraad;
- bepaalt dat, gezien de nieuwe status van Micronesia, Marshalleilanden, en de Noordelijke Marianen, de doelstellingen van het Trustschapsakkoord bereikt zijn en dat het Trustschapsakkoord beëindigd is.

## Verwante resoluties
- Resolutie 21 Veiligheidsraad Verenigde Naties (1947)
- Resolutie 956 Veiligheidsraad Verenigde Naties (1994)

Lijst ·  647 ·  648 ·  649 ·  650 ·  651 ·  652 ·  653 ·  654 ·  655 ·  656 ·  657 ·  658 ·  659 ·  660 ·  661 ·  662 ·  663 ·  664 ·  665 ·  666 ·  667 ·  668 ·  669 ·  670 ·  671 ·  672 ·  673 ·  674 ·  675 ·  676 ·  677 ·  678 ·  679 ·  680 ·  681 ·  682 ·  683